# Моріс Вілсон
Моріс Вілсон (англ. Maurice Wilson, 1898—1934) — англійський військовий, авіатор, відомий своєю невдалою спробою піднятися на Еверест, в результаті якої він загинув. Вілсон не мав жодного досвіду польотів і сходження на гори, хотів піднятися на Еверест за для підтвердження своєї ідеї, що всі біди світу можна подолати за допомогою посту та віри в Бога. Вілсон здійснив переліт з Британії в Індію, таємно дістався до Тибету та піднявся на Еверест на висоту 6920 метрів, де через рік було знайдено його тіло.

## Біографія
Вілсон народився в 1898 році в Бредфорді в сім'ї власника шерстяної монофактури. Очікувалось, що він буде там працювати разом з батьком та братами, але після початку Першої Світової війни 18-річний юнак записався в солдати. В армії Вілсон дослужився до капітана, взяв участь в декілької боях і був відзначений орденом Воєнного Хреста за те що залишившись єдиним живим зі свого підрозділу стримував кулеметний пост і втримав наступ німецьких військ. Через декілька місяців отримав поранення, після якого його ліва рука боліла до кінця життя..

## Хвороба та одужання
Після армії він кілька років жив у Лондоні, США та Новій Зеландії, змінив багато місць роботи. Слід відзначити, що Вілсон здобув фінансове благополуччя, яке допомогло йому здійснити подорож в Тибет, але через постійні фізичні болі та постійний кашель не відчував себе щасливим.

В 1932 році Вілсон одужав після того, як провів 35 днів у пості та постійній молитві, іноді дозволяючи собі ковток води. Моріс стверджував, що навчився цього у загадкового чоловіка, якого йому довелося зустріти в місті Мейфер. По словам Моріса цей чоловік вилікував себе та ще 100 людей від важких недуг. До кінця життя Вілсон так і не сказав ім'я цього чоловіка, тому досить складно стверджувати — існував він насправді, чи Вілсон його вигадав, прикривавши таким чином свій власний рецепт одужання, який спирався на суміші Християнства і східної містики. Хай там як, після цього віра Вілсона в силу молитви і посту окріпла і він вирішив присвятити своє подальше життя поширенню цієї теорії.

## Підготовка до сходження
Ідея піднятись на Еверест прийшла до Вілсона, коли він перебував в Шварцвальді. Натхненний повідомленнями з преси, яка освітлювала підйом британської експедиції в 1924 році і новою, що планувалась відбутись в 1933, Вілсон вирішив, що піст і молитва допоможуть йому в здійсненні цієї мрії і таким чином поширять його ідеї по всьому світу. Сам Вілсон описував майбутній підйом, як «місію, яку він мусить виконати». Повернувшись до Лондону він склав план майбутніх дій, за своїм задумом Вілсон хотів стрибнути з парашутом відразу біля вершини гори, не обтяжуючи себе ланцюгами переносу вантажів та системою гірських таборів, на що отримав відмову від команди, яка планувала політ біля Евересту. Але Вілсон не засмутився — він вирішив сам летіти з Лондону в Тибет, приземлитись на північному схилі Евересту і піднятись на вершину. Це був сміливий план, адже переліт на таку відстань був би доступний лише за сучасного авіабудівництва, до того ж ще ніхто до нього не підіймався на Еверест самотужки (перший підйом на Еверест без супроводу експедиції або шерпів відбувся в 1980 році). Вілсон раніше не мав жодного відношення до авіації і альпінізму, тому він вирішив приступити до вивчення цих предметів.

Вілсон купив літак фірми Gipsy Moth, який назвав Ever Wrest, та почав вивчати повітроплавання. Він виявився поганим учнем і вчився вдвічі довше, ніж зазвичай. Інструктор Вілсона сказав йому, що він ніколи не долетить до Індії, на що той відповів, що покорить Еверест або загине. Його аліпінійстська підготовка була ще меншою, ніж повітряна. Він не став купувати жодного обладнання, не знав техніку льодорубу і не прийняв спроби вивчити техніку лазіння по скелях. Його підготовкою стали піші подорожі від Лондона до Бредфорда і п'ять тижнів перебування в Сноудонії, горах Уельсу. Зазначалося, що наївність Вілсона могла бути пов'язана зі статтями британських газет про альпіністів, в яких мало писалося про труднощі та перешкоди на шляху до вершини.

## Подорож в Тибет
Вілсон планував полетіти в Тибет 21 квітня 1933 року, на свій день народження, але при першому підйомі в повітря зазнав краху на своєму літаку. Сам Вілсон не постраждав, але літак потребував ремонту, тому переліт був відкладений. Поки його літак був три тижні в ремонті до нього була прикута увага преси, в результаті чого Міністерство Авіації заборонило йому здійснювати цей переліт. Але Вілсон проігнорував заборону; 21 травня він попрощався з друзями та репортерами, що супроводжували його і взлетів, мало хто з супроводжуючих сподівався побачити його живим. Прибувши в Каїр він дізнався дізнався, що його дозвіл про переліт через Персію був заблокований. Зважаючи на це Вілсон вилетів в Бахрейн, де йому було відмовлено в дозволі на дозаправку за наказом британського консульства. Він погодився на дозаправку при умові, що після заправки Вілсон полетить назад в Британію, але піднявшись в повітря він направився в сторону Індії. Найзахідніший аеропорт в Індії, місто Гвадар було в максимальних межах досяжності літака, тобто він змігби дістатись міста, використавши все своє пальне. Після дев'яти годин у повітрі Вілсон приземлився в Гвадарі з позначкою нуль на датчику палива. Далі він продовжив летіти над Індією, але його політ закінчився в Лабалу, оскільки переліт іноземців через Непал заборонявся, і щоб перешкодити незаконну спробу взлетіти його літак було заарештовано.

Вілсон хотів звернувся за дозволом перетнути сухопутний кордон з Тибетом, але знову отримав відмову. Він провів зиму в Джарлінгу, займаючись постом і плануванням подорожі на Еверест. В Джарлінгу Вілсон зустрів трьох шерпів на ім'я Теванг, Рінзинг та Церинг, які працювали вантажниками в експедиції 1933 року та погодились супроводжувати його. 21 березня 1934 року Моріс Вілсон та три його провідники вирушили з Джарлінгу в Тибет. Одягнувшись, як буддистські монахи, вони пересувались тільки вночі, проходячи до 25 кілометрів за ніч. 12 квітня Вілсон записав у себе в щоденнику: «Я побачив Еверест!». 14 квітня дістались монастиря Ронгбук в Тибеті. В монастирі його тепло зустріли і надали устаткування експедиції 1933 року. Пробувши в монастирі всього два дні, Вілсон один вирушив на Еверест.

## Сходження на Еверест

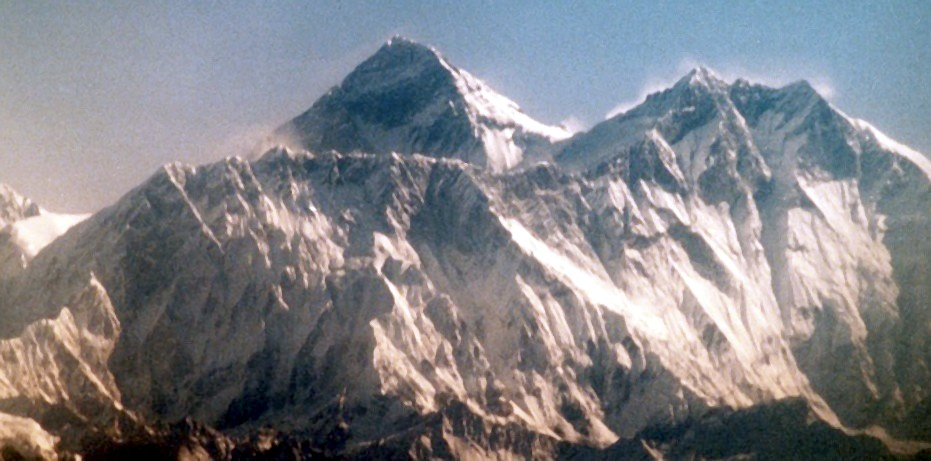
Південний схил Евересту

Майже все, що відомо про сходження Вілсона на Еверест, взято з його щоденника, який було знайдено в наступному році. Почавши подйом по льодовику Ронгбук, Вілсон ніс 20 кілограмів вантажу, у нього не було ніякого досвіду пересування льодовиками. Потрапивши у лабіринт льодових веж, тріщин і скельних блоків, він постійно губив стежку і повертався назад своїми слідами. В одному з таборів він знайшов декілька кішок, які б могли йому допомогти, але викинув їх. Через п'ять днів він все ще не дійшов три кілометри до третього табору экспедиции Рутледжа 1933 року. Він записав у своєму щоденнику, що не пощастило з погодою, і почав чотирьохденний спуск. Вілсон дістався до монастиря повністю змучений, з болями в суглобах та погіршеним зором. Перебуваючи в монастирі, він записав «Я не здаюсь, я все ще впевнений, що зроблю це». Після 18 днів відпочинку, 12 травня він знову вирушив на гору, взявши з собою Теванга і Рінзинга. Шерпи знали льодовик, тому пересувались швидше, і за три дні дісталися третього табору експедиції Рутледжа. Вони провели кілька днів у таборі, чекаючи на кращі погодні умови, і вирушили далі. Але замість того, щоб іти по вже відомому маршруту тросами з експедиції Рутледжа, Вілсон вирішив іти власним маршрутом. Він підіймався чотири дні, ночував на маленькому пологому схилі на краю льодовика, шлях припиняли постійні льодові пласти, останнім льодовиком була стіна заввишки 100 метрів, пролізши декілька метрів по ній, Вілсон зрозумів, що не зможе підкорити Еверест, і повернувся назад в третій табір. Шерпи пропонували йому спуститись вниз, але Вілсон відмовився. В щоденнику він записав, що він впевнено себе почуває і ця спроба буде вдалою. Останній запис датований 31 травня.

Після того, як Вілсон не повернувся в табір, Теванг і Рінзинг покинули гору. В червні, діставшись Калімпонга, вони повідомили про смерть Вілсона.

В 1935 році Ерік Шилтон разом зі своєю експедицією знайшли тіло Вілсона, його намет, спорядження і щоденник на висоті приблизно 7400 метрів. Тіло було поховане в тріщині льодовика. Найймовірнішою причиною смерті стали переохолодження і голод. Точна дата смерті невідома.

## Дискусії щодо загибелі
У 2003 році Томас Ной висунув теорію, що Моріс Вілсон, ймовірно, досяг вершини гори і загинув при спуску. Докази в підтримку цієї теорії містяться в інтерв'ю, яке Ной взяв у тибетського альпініста Гомбу, що підкорив вершину в 1960 році разом з китайською експедицією. За його словами, він бачив намет на висоті 8500 метрів, а британська експедиція 1933 року не розташовувала так високо свій табір, отже він міг би належати Вілсону. Але теорія не знайшла широкої підтримки серед альпіністів, адже вони вважали, що неможливо вийти на Еверест без підготовки недосвідченому аматору. Ймовірніше за все, Гомбу помилився, коли називав висоту, інші учасники експедиції 1960 року не змогли підтвердити його слова.